# Klaus Gerth (Unternehmer)
Klaus Gerth (* 5. Mai 1943) ist ein deutscher Manager, Verleger und Autor, der Mitte der 1970er Jahre den Buch- und Schallplattenverlag Hermann Schulte, Wetzlar, zu einem der führenden christlichen Verlage im deutschsprachigen Raum machte. Heute heißt dieser Verlag daher Gerth Medien.

## Leben
Nach dem Betriebswirtschaftsstudium arbeitete Klaus Gerth zunächst einige Jahre als Manager verschiedener Unternehmen wie dem Kosmetikkonzern Beiersdorf, wo er mit 27 Jahren Marketingleiter und Prokurist der Marke Juvena wurde. Über seine Neuorientierung berichtete er später:
„Die Beantwortung der Fragen: ‚Was wird sein, wenn ich einmal nicht mehr bin? Wozu all diese Anstrengung für eine vergängliche Sache, wenn doch alles einmal ein Ende nimmt?‘ hatte sich in meinem Leben zu einschneidend ausgewirkt. Nicht oft hatten mich diese Fragen beschäftigt, vielleicht einmal im Jahr. Nun aber waren sie durch das Ja zu Jesus Christus so elementar beantwortet worden, daß auch meine berufliche Zukunft neu gestaltet werden mußte.“
1975 trat er in den christlichen Verlag HSW – Hermann Schulte, Wetzlar ein. Hier arbeitete er intensiv am Buchprogramm mit und entwickelte neue Geschäftsstrategien, die dem wirtschaftlich angeschlagenen Unternehmen aus seiner damaligen Krise halfen. Nachdem Hermann Schulte 1979 schwer erkrankte, übernahm Klaus Gerth auf seinen Wunsch den Verlag, der nunmehr Schulte & Gerth hieß und sich zu einem der größten deutschen Verlage für christliche Literatur und Musik entwickelte. In Vereinheitlichung mit dem 1996 hinzugekauften Verlag Projektion J ging das Haus 2005 endgültig als Gerth Medien hervor. Zum 1. Januar 2008 übertrug Klaus Gerth die Leitung seines Verlags, der zwischenzeitlich Teil der Verlagsgruppe Random House geworden war, seinem Nachfolger Ralf Markmeier.
Klaus Gerth ist verheiratet mit Gabriele. Sie haben zwei erwachsene Kinder, Christoph und Sarah, und wohnen heute in Los Angeles, USA.

## Thema Endzeit
Mitte der 1980er Jahre gründete Klaus Gerth die Zeitschrift Topic, die 1993 von dessen hauptverantwortlichem Redakteur Ulrich Skambraks übernommen und weitergeführt wurde. Außerdem veröffentlichte er im Laufe der Jahre mehrere Bücher über eschatologische Themen wie Endzeit und Wiederkunft Christi. Besonders großen Absatz hatte Der Antichrist kommt (erstmals 1982, 8. Aufl. 1991 – also fast jährlich eine Neuauflage). 1992 wurden die darin enthaltenen Vorhersagen kritisiert und Gerth als „Verleger mit Schwerpunkt auf Endzeit“ bezeichnet.
Die Erstauflage von Der Antichrist kommt hatte den Untertitel: Die 80er Jahre – Galgenfrist der Menschheit?. Darin kündigte Gerth Ereignisse „für die nächsten Jahre“ an. In der Neubearbeitung von 1989 wurde der Untertitel auf Bleibt noch eine Galgenfrist für die Menschheit? verändert; damit erschien das Ende noch näher gerückt. Die Fixierung auf das baldige Ende hinderte Gerth daran, tatsächliche Veränderungen in der Weltpolitik wahrzunehmen. So hieß es 1982 und noch 1989 gleichermaßen: 
„Anscheinend ist keine Macht der Erde in der Lage, die UdSSR in ihrem Expansionsdrang aufzuhalten. Rücksichtslos wird Land um Land erobert. Was folgt nach Afghanistan? Der Iran oder die Türkei?“
Manchmal zog Gerth Bibelverse heran, um Ankündigungen zu unterstreichen. Wenn sich die Lage änderte und die betreffenden Bibelverse nicht mehr passten, wurden sie wieder gestrichen. Die Bibel erscheint hier als zusätzlicher Schmuck, aber nicht als die wirklich bestimmende Größe. Gerth meinte z. B., dass die Sowjetunion ihren Angriff auf Israel erst dann durchführen werde, wenn „der Zehnstaatenbund (wahrscheinlich die zehn EG-Staaten) unter der Herrschaft des Antichristen bereits existiert.“ Das passte in der Auflage von 1989 nicht mehr, da es mittlerweile bereits mehr als zehn EG-Staaten gab, also wurde der Satz dort gestrichen. 1982 schrieb Gerth: 
„Heute sind es zehn Staaten, so wie die zehn Zehen des Standbildes Nebukadnezars es voraussagen.“
1989 schrieb er an dieser Stelle: „Heute sind es zwölf Staaten“, ohne noch irgendeine biblische Parallele heranzuziehen.

## Veröffentlichungen (Auswahl)
- Der Anti-Christ kommt. Die 80er Jahre – Galgenfrist der Menschheit? Schulte und Gerth, Aßlar 1981, ISBN 3-87739-337-3 (6. Auflage 1989 mit neuem Untertitel Bleibt noch eine Galgenfrist für die Menschheit?, ISBN 3-87739-510-4)
- Endzeit. Krise und Ausweg. Schulte und Gerth, Aßlar 1984, ISBN 3-87739-372-1
- Bilder aus der Zukunft. Brennpunkte des Weltgeschehens gestern und morgen. Mit Fotos von Klaus Jakob Hoffmann. Schulte und Gerth, Aßlar 1990, ISBN 3-89437-135-8
- Aufmarsch zur Apokalypse? Biblische Prophetie – Hoffnung für heute und morgen. Schulte und Gerth, Aßlar 1991, ISBN 3-89437-161-7
- Amazing Grace. Das wundersame Leben eines Verlegers. Fontis, Basel 2017, ISBN 978-3-03848-125-6

## Einzelbelege
1. ↑  Zuletzt als Marketingchef eines Kosmetikkonzerns – so Gerth in der Einführung seines Buches Antichrist, S. 7. Dort auch das folgende Zitat.
2. ↑  https://www.kath.net/news/33694
3. ↑  Kurz davor gelang dem Verlag ein Bestseller: Hal Lindsey, Carole C. Carlson: Alter Planet Erde wohin? Im Vorfeld des Dritten Weltkriegs, 1971.
4. ↑  Archivierte Kopie (Memento des Originals vom 16. Juli 2014 im Internet Archive)  Info: Der Archivlink wurde automatisch eingesetzt und noch nicht geprüft. Bitte prüfe Original- und Archivlink gemäß Anleitung und entferne dann diesen Hinweis.
5. ↑  https://www.fontis-verlag.com/buch/klaus-gerth-klaus-gerth-amazing-grace/
6. ↑  Graf-Stuhlhofer: „Das Ende naht!“, S. 155–163.
7. ↑  Gerth: Antichrist, S. 90. – Die 1980er Jahre waren tatsächlich dramatisch, aber in einer ganz anderen Richtung als von Gerth vorhergesagt. 1985 wurde Michail Gorbatschow Generalsekretär der KPdSU.
8. ↑  Gerth: Antichrist, S. 106.
9. ↑  Gerth: Antichrist, S. 149; in der Ausgabe von 1989 auf S. 156.

| Personendaten    | Personendaten                |
| ---------------- | ---------------------------- |
| NAME             | Gerth, Klaus                 |
| KURZBESCHREIBUNG | deutscher Verleger und Autor |
| GEBURTSDATUM     | 5. Mai 1943                  |